# 康厄安群島

康厄安群島

康厄安群島是印度尼西亞群島的一部分，面积668平方公里，位於峇里島以北120公里和馬都拉島以東120公里的爪哇海，是東爪哇省蘇民納縣的一部分。
康厄安群島最大的島嶼面積約490平方公里，大部分居民是馬都拉人。